# 네오정보시스템
네오정보시스템은 전자기기, 통신기기, 교통 신호등, 통신 공사, 컴퓨터 및 주변기기, 무역(수/출입), 소프트웨어 개발, 기술 용역, 에너지 절약 용역 등 유선 통신장비 제조업체이다.